# Boeremag
De Boeremag (Afrikaans voor boerenmacht) is een rechtse organisatie waarvan wordt beweerd dat zij de democratische meerderheidsregering in Zuid-Afrika wil vervangen door het apartheidsregime.
Sommige sympathisanten van de Boeremag beweren dat het Afrikaans Nationaal Congres op onwettige wijze de macht in Zuid-Afrika heeft gegrepen, en paramilitaire organisaties oprichten die tegen betaling blanke boeren vermoorden. Volgens hen bestaat de Boeremag dan enkel ook om de macht van het ANC te breken en de boeren te verdedigen.
Tegenstanders van de Boeremag, inclusief de Zuid-Afrikaanse regering, beweren dat de Boeremag een terroristische organisatie is. Zuid-Afrikaanse veiligheidsmensen beweren dat de Boeremag verantwoordelijk was voor de bomaanslagen in Soweto in 2002. De Zuid-Afrikaanse politie arresteerde 26 vermoedelijke leden van de Boeremag in november en december 2002. Verdere arrestaties werden uitgevoerd in maart 2003.
De eerste processen van de vermoedelijke leden van de Boeremag werden uitgevoerd in Pretoria in mei 2003. Tweeëntwintig mannen werden in het totaal 42 keer van verraad, moord en onwettig wapenbezit beschuldigd. Zes mannen pleitten zichzelf als onschuldig, twee pleitten niets, en een enkeling weigerde om te pleiten, en 13 weigerden zich neer te leggen bij de beslissingen van de rechtbanken. Ze meenden dat de post-apartheid grondwet en regering van Zuid-Afrika onwettig zijn.
Tom Vogel Vorster is volgens de Zuid-Afrikaanse regering de leider van Boeremag.